# Vladko Maček
Pour les articles homonymes, voir Maček.
Vladimir Vladko Maček, né à Jastrebarsko, le 20 juillet 1879 et mort à Washington, DC, le 15 mai 1964, est un homme politique croate.
Président du Parti paysan croate qui a eu la majorité avant la Seconde Guerre mondiale, il est connu pour avoir refusé de collaborer avec les nazis (Oustachis) et avec les partisans.

## Biographie
En 1903, il publie sa thèse de doctorat en droit à Zagreb. Jusqu'à 1905, il travaille dans le juridique à Zagreb, Petrinja, Samobor et Ivanac puis à Krapina. En 1908, il ouvre son cabinet d'avocat à Zelina. Membre du Parti populaire des paysans, en croate Hrvatska pučka seljačka stranke (HPSS) dès sa fondation en 1904, il est à partir de 1906, membre du comité principal du parti. Comme officier, il participe à la Première Guerre mondiale, et après la guerre, déménage à Zagreb où il est un des proches de Stjepan Radić, dirigeant du HPSS.
Prisonnier politique (1919-1920), il est élu vice-président de la HPSS, et après sa libération en 1920, représentant du HPSS au parlement pour le comté de Bjelovarsko-križevačka županija. En 1921, il ouvre son cabinet à Zagreb. Début 1925, il est de nouveau emprisonné. Bien que prisonnier politique, il est élu comme représentant de son parti au parlement pour le comté de Srijem. Après le choix de Stjepan Radić de renoncer à la lutte pour la république et l'indépendance, changeant le nom du parti en « Parti Croate des Paysans » (Hrvatska Seljacka Stranka) (HSS) en juillet 1925, les membres du parti sont libérés.
Après le meurtre de Stjepan Radić (1928) par un député serbe au parlement, il est élu président de la HSS et en même temps vice-président de la coalition paysan-démocratique avec Svetozar Pribićević. Il soutient l'abolition de la constitution par Alexandre Ier le 6 janvier 1929, espérant que cela permettra de reprendre la formation de l'État sur des bases saines. Au début, il ne se prononce donc pas concernant l'introduction de la dictature monarchique en Yougoslavie, mais il se joint vite aux critiques de la dictature.
Il réussit à unir presque toutes les classes de la société croate et à lancer le mouvement national croate. En 1932, il critique fortement l'absolutisme du roi serbe et l'hégémonie serbe et il demande le changement de la Yougoslavie en un état sans hégémonie d'un peuple sur un autre. Pour cela, il est condamné à trois ans de prison en 1933. En 1934, il est gracié par le régent Paul. Il mène l'opposition lors des élections législatives de mai 1935 et remporte 67 sièges sur 370. Afin de résoudre la question croate en Yougoslavie, il réussit à négocier un plan avec le premier ministre Dragiša Cvetković et le 26 août 1939 le vice-royaume de Croatie, en croate Banovina Hrvatska est créé.

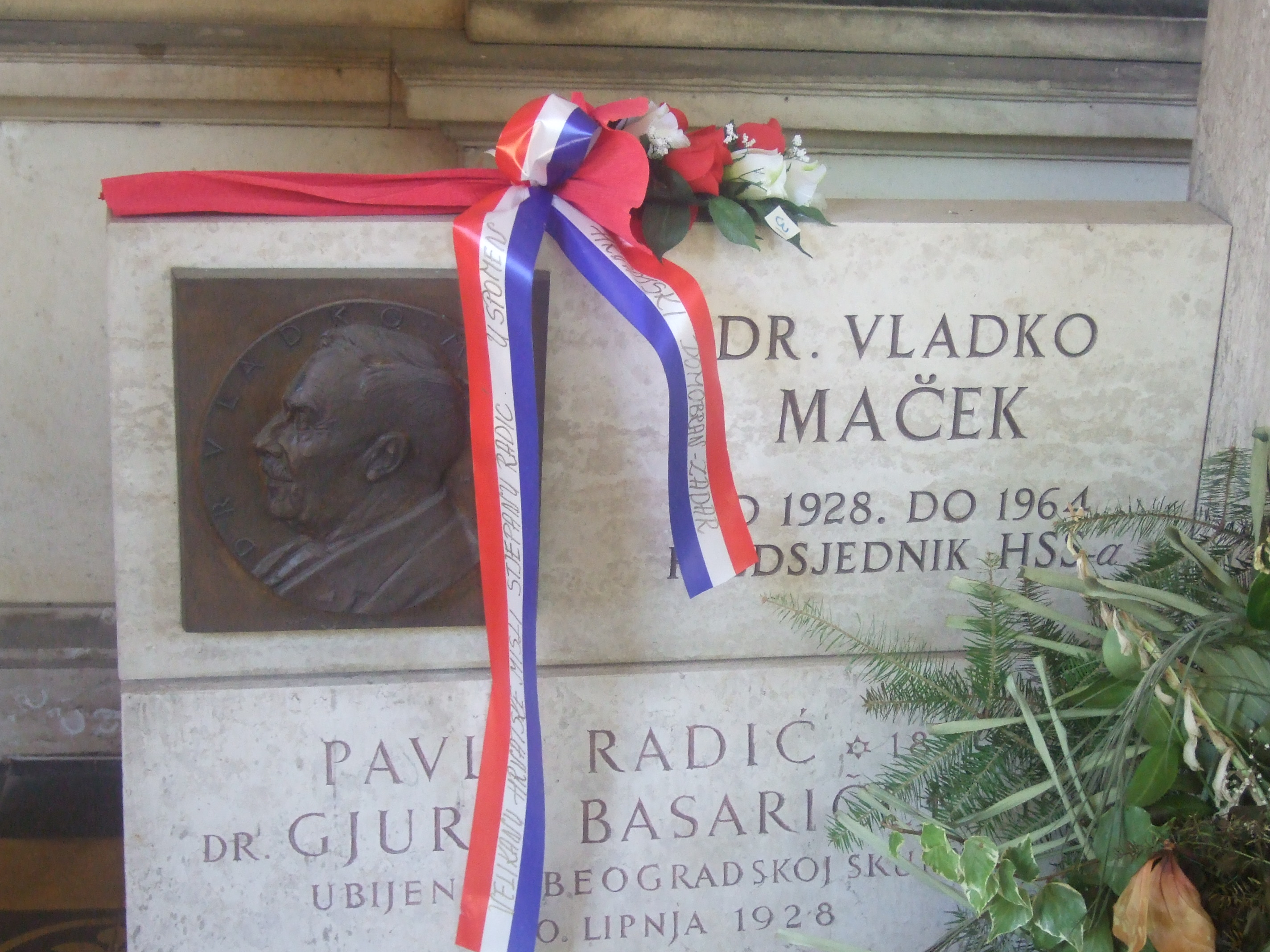
Mémorial dédié à Vladko Maček dans le carré du Parti paysan croate à Mirogoj.

Après le coup d'état du 27 mars 1941, il est nommé vice-président du gouvernement du général Dušan Simović, mais en avril est remplacé par Jurja Krnjević. Il retourne ensuite à Zagreb et refuse la possibilité de proclamer une Croatie indépendante sous protection allemande. Maček, pressentant la victoire alliée adopte une politique attentiste, se tenant à l'écart du conflit, ne soutenant ni les Oustachis, ni les Partisans. 
En 1941, il est emprisonné dans le camp d'extermination de Jasenovac par les nazis. À partir de 1942, il est mis sous surveillance dans sa maison à Kupinac.
En juin 1945, il émigre en France et en 1947 aux États-Unis où il est un des fondateurs de l'Union internationale des paysans. À l'étranger, il réussit à rester membre du parti HSS et continue à propager l'idée d'une Yougoslavie sous forme d'une confédération sans hégémonie serbe.
Il meurt à Washington, DC le 15 mai 1964 et est inhumé au cimetière de Mirogoj à Zagreb.